# Campionato italiano 2020-2021 (hockey su pista femminile)
Il Campionato italiano 2020-2021 è stata la 28ª edizione del campionato italiano femminile di hockey su pista. La competizione è iniziata il 9 gennaio e si è conclusa il 20 giugno 2021.
Il torneo è stato vinto dal Roller Matera per la prima volta nella sua storia.

## Squadre partecipanti
- Agrate Brianza
- Amatori Modena
- Roller Matera
- Roller Scandiano
- Valdagno
- Pro Vercelli-Trino

## Stagione regolare

### Classifica finale
|  | Pos. | Squadra            | Pt       | G  | V | N | P  | GF | GS | DR  |
|  | ---- | ------------------ | -------- | -- | - | - | -- | -- | -- | --- |
|  | 1.   | Valdagno           | 26       | 10 | 8 | 2 | 0  | 80 | 12 | +68 |
|  | 2.   | Amatori Modena     | 22       | 10 | 7 | 1 | 2  | 61 | 14 | +47 |
|  | 3.   | Roller Matera      | 22       | 10 | 7 | 1 | 2  | 58 | 15 | +43 |
|  | 4.   | Agrate Brianza     | 12       | 10 | 4 | 0 | 6  | 21 | 34 | -13 |
|  | 5.   | Roller Scandiano   | 6        | 10 | 2 | 0 | 8  | 17 | 56 | -39 |
|  | 6.   | Pro Vercelli-Trino | Ritirata | 10 | 0 | 0 | 10 | 1  | 94 | -93 |

Legenda:
  Squadra ammessa alle final four scudetto.
      Squadra campione d'Italia e ammessa alla Women's European League 2022-2023.
Note:
Tre punti a vittoria, uno a pareggio, zero a sconfitta.
In caso di arrivo di due o più squadre a pari punti, la graduatoria finale è stilata secondo la classifica avulsa tra le squadre interessate che prevede, in ordine, i seguenti criteri:
- punti negli scontri diretti;
- differenza reti negli scontri diretti;
- differenza reti generale;
- reti realizzate in generale;
- sorteggio.

## Final Four Scudetto
Le Final Four del campionato si sono svolte dal 19 al 20 giugno 2021 presso il Pattinodromo di Forlì.
|  | Semifinali     | Semifinali     | Semifinali    |               |          | Finale          | Finale          | Finale          |  |
|  |                |                |               |               |          |                 |                 |                 |  |
|  | Valdagno       | Valdagno       | 9             |               |          |                 |                 |                 |  |
|  | Valdagno       | Valdagno       | 9             |               |          |                 |                 |                 |  |
|  | Agrate Brianza | Agrate Brianza | 1             |               |          |                 |                 |                 |  |
|  | Agrate Brianza | Agrate Brianza | 1             |               | Valdagno | Valdagno        | 3               |                 |  |
|  |                |                |               |               | Valdagno | Valdagno        | 3               |                 |  |
|  |                |                | Roller Matera | Roller Matera | 5        |                 |                 |                 |  |
|  | Amatori Modena | Amatori Modena | Roller Matera | Roller Matera | 5        | 1               |                 |                 |  |
|  | Amatori Modena | Amatori Modena |               |               |          | 1               |                 |                 |  |
|  | Roller Matera  | Roller Matera  | 2             |               |          | Finale 3º posto | Finale 3º posto | Finale 3º posto |  |
|  | Roller Matera  | Roller Matera  | 2             |               |          |                 |                 |                 |  |
|  |                |                |               |               |          |                 |                 |                 |  |
|  |                |                |               |               |          | Agrate Brianza  | Agrate Brianza  | 2               |  |
|  |                |                |               |               |          | Agrate Brianza  | Agrate Brianza  | 2               |  |
|  |                |                |               |               |          | Amatori Modena  | Amatori Modena  | 7               |  |